# Aaron Donnelly
Aaron Martin Donnelly (Magherafelt, 8 giugno 2003) è un calciatore nordirlandese, difensore del Dundee e della nazionale nordirlandese.

## Caratteristiche tecniche
È un difensore centrale.

## Carriera

### Club
Ha iniziato a giocare a calcio nel settore giovanile del Dungannon Swifts, per poi passare al Nottingham Forest nel 2019. Il 10 agosto 2021 ha firmato il suo primo contratto professionistico ed il 23 agosto 2022 ha debuttato in prima squadra nell'incontro di EFL Cup vinto 3-0 contro il Grimsby Town.
Il 23 gennaio 2023 è stato ceduto in prestito al Port Vale in Football League One ed il 4 marzo ha segnato il suo primo gol in carriera decidendo la partita contro il MK Dons. Il 24 luglio seguente è passato, sempre in prestito, al Dundee dove ha disputato 21 incontri di Scottish Premiership. Il 28 agosto del 2024 è stato ceduto per la terza volta in prestito, questa volta al Colchester Utd in Football League Two.
L'8 gennaio 2025 è stato richiamato dal Nottingham e ceduto a titolo definitivo al Dundee, con cui ha sottoscritto un contratto di tre anni e mezzo.

### Nazionale
Ha giocato con le nazionali giovanili nordirlandesi Under-17 e Under-21.
Ha debuttato con la nazionale nordirlandese l'11 giugno 2024 nell'incontro amichevole vinto 2-0 contro Andorra.

## Statistiche

### Presenze e reti nei club
Statistiche aggiornate al 12 marzo 2025.
| Stagione        | Squadra           | Campionato      | Campionato | Campionato | Coppe nazionali | Coppe nazionali | Coppe nazionali | Coppe continentali | Coppe continentali | Coppe continentali | Altre coppe | Altre coppe | Altre coppe | Totale | Totale | Totale |
| Stagione        | Squadra           | Comp            | Pres       | Reti       | Comp            | Pres            | Reti            | Comp               | Pres               | Reti               | Comp        | Pres        | Reti        | Pres   | Reti   |        |
| --------------- | ----------------- | --------------- | ---------- | ---------- | --------------- | --------------- | --------------- | ------------------ | ------------------ | ------------------ | ----------- | ----------- | ----------- | ------ | ------ | ------ |
| 2022-gen. 2023  | Nottingham Forest | PL              | 0          | 0          | FACup+CdL       | 0+1             | 0               | -                  | -                  | -                  | -           | -           | -           | 1      | 0      |        |
| gen.-giu. 2023  | Port Vale         | FL1             | 20         | 1          | FACup+CdL       | 0               | 0               | -                  | -                  | -                  | FLT         | 0           | 0           | 20     | 1      |        |
| 2023-2024       | Dundee            | SP              | 21         | 0          | CS+CdL          | 0               | 0               | -                  | -                  | -                  | -           | -           | -           | 21     | 0      |        |
| 2024-gen. 2025  | Colchester Utd    | FL2             | 17         | 0          | FACup+CdL       | 1+1             | 0               | -                  | -                  | -                  | FLT         | 3           | 0           | 22     | 0      |        |
| gen.-giu. 2025  | Dundee            | SP              | 8          | 1          | CS+CdL          | 3+0             | 0               | -                  | -                  | -                  | -           | -           | -           | 11     | 1      |        |
| Totale carriera | Totale carriera   | Totale carriera | 66         | 1          |                 | 6               | 0               |                    | -                  | -                  |             | 3           | 0           | 75     | 1      |        |

### Cronologia presenze e reti in nazionale
| Cronologia completa delle presenze e delle reti in nazionale ― Irlanda del Nord | Cronologia completa delle presenze e delle reti in nazionale ― Irlanda del Nord | Cronologia completa delle presenze e delle reti in nazionale ― Irlanda del Nord | Cronologia completa delle presenze e delle reti in nazionale ― Irlanda del Nord | Cronologia completa delle presenze e delle reti in nazionale ― Irlanda del Nord | Cronologia completa delle presenze e delle reti in nazionale ― Irlanda del Nord | Cronologia completa delle presenze e delle reti in nazionale ― Irlanda del Nord | Cronologia completa delle presenze e delle reti in nazionale ― Irlanda del Nord |
| Data                                                                            | Città                                                                           | In casa                                                                         | Risultato                                                                       | Ospiti                                                                          | Competizione                                                                    | Reti                                                                            | Note                                                                            |
| ------------------------------------------------------------------------------- | ------------------------------------------------------------------------------- | ------------------------------------------------------------------------------- | ------------------------------------------------------------------------------- | ------------------------------------------------------------------------------- | ------------------------------------------------------------------------------- | ------------------------------------------------------------------------------- | ------------------------------------------------------------------------------- |
| 11-6-2024                                                                       | Murcia                                                                          | Irlanda del Nord                                                                | 2 – 0                                                                           | Andorra                                                                         | Amichevole                                                                      | -                                                                               | 69’ 77’                                                                         |
| Totale                                                                          |                                                                                 | Presenze                                                                        | 1                                                                               |                                                                                 | Reti                                                                            | 0                                                                               |                                                                                 |